# Wladimir Sergejewitsch Starikow
Wladimir Sergejewitsch Starikow (russisch Владимир Сергеевич Стариков, wiss. Transliteration Vladimir Sergeevič Starikov; * 1919; † 1987) war ein russischer Sinologe, Ethnologe und Landwirtschaftshistoriker.
Im Mittelpunkt seiner ethnographischen Forschungen stand das Gebiet der Mandschurei (bzw. Mandschukuo), insbesondere das Gebiet um Harbin (Provinz Heilongjiang) an den Strecken der ehemaligen Ostchinesischen Eisenbahn. Er forschte zu den landwirtschaftlichen Geräten der Waldsteppengebiete Ostasiens, über die Ginsengsuche im Osten der Mandschurei und zur Geschichte der Ackerbaugeräte der Han-Chinesen im Nordosten Chinas. Er forschte auch über die Kitan.

## Hauptwerk
Sein Hauptwerk Material’naja kul’tura kitajcev severo-vostocnych provincij KNR (Die materielle Kultur der Chinesen in den Nordost-Provinzen der Volksrepublik China Heilongjiang, Jilin und Liaoning) beschäftigt sich mit der Alltagskultur der Han-Chinesen in der Mandschurei, worin Siedlungsformen, Wohnhausarchitektur und -einrichtung, Kleidung, Nahrungsmittel, landwirtschaftliche Geräte, Transportmittel, verschiedene Geräte (für Jagd, Fischfang, Ginsengsuche) und Musikinstrumente behandelt werden. Es wurde von Rainer Schwarz ins Deutsche übersetzt.

## Publikationen
- Vladimir Sergeevič Starikov: Material’naja kul’tura kitajcev severo-vostocnych provincij KNR. Nauka, Moskau 1967 (dt. unter dem Titel: Die materielle Kultur der Chinesen in den Nordostprovinzen der VR China, hrsg. von M. Flitsch & H. Walravens, Wiesbaden 2008)

| Personendaten    | Personendaten                                                |
| ---------------- | ------------------------------------------------------------ |
| NAME             | Starikow, Wladimir Sergejewitsch                             |
| ALTERNATIVNAMEN  | Starikov, Vladimir Sergeevič                                 |
| KURZBESCHREIBUNG | russischer Sinologe, Ethnologe und Landwirtschaftshistoriker |
| GEBURTSDATUM     | 1919                                                         |
| STERBEDATUM      | 1987                                                         |